# Tivù Tivù
Tivù Tivù è stato un rotocalco televisivo italiano in onda in seconda serata su Canale 5 e su Rete 4. La prima edizione andò in onda su Canale 5 il lunedì dal 5 gennaio al 29 giugno 1987, la seconda la domenica dal 20 settembre 1987 al 31 gennaio 1988 su Canale 5, mentre dal 7 febbraio al 12 giugno 1988 su Rete 4.
La trasmissione, ideata e condotta da Arrigo Levi, proponeva notizie di cronaca nera, bianca e rosa.

## Il programma
La trasmissione nacque nel 1987, con l’intento di colmare ulteriormente il vuoto dei telegiornali nelle TV private, ed era un settimanale di cronaca e costume (sullo stile di TV7) ideato e diretto da Arrigo Levi, composto da cinque servizi di circa 12 minuti ciascuno e da successivi interventi in studio a commento dei suddetti servizi. La novità fu che all’interno dei servizi venivano trasmessi dei brevi break pubblicitari di 3 minuti circa. Inoltre, la conduzione di Levi si limitava ad una “parentesi”: egli infatti all’inizio della trasmissione leggeva il sommario della puntata, per poi lasciare spazio ai servizi preparati dalla redazione. Al termine della trasmissione egli riappariva in video rimandando al prossimo appuntamento.
Ogni due mesi veniva presentato un sondaggio preparato da Renato Mannheimer, un vero e proprio termometro dell'opinione pubblica che trattava gli argomenti più vari: erano ricorrenti ad esempio la lotta alla criminalità organizzata, l'AIDS e il quadro internazionale. In trasmissione non mancarono pezzi di costume e personaggi.

## Lo studio
Lo studio di registrazione era piccolo, con lunghi parallelepipedi azzurro argentei, a disegni arancioni e rossi.

## La redazione
- Angelo Campanella
- Franco Bucarelli
- Rita dalla Chiesa
- Salvo Ponz De Leon
- Chiara Beria di Argentine
- Laura Ceccolini
- Eugenio De Paoli
- Enrico Rondoni
- Donata Scalfari
- Claudia Piga